# Collada de l'Ós
La Collada de l'Ós, o, simplement, la Collada, és un coll dels contraforts nord-orientals del Massís del Canigó, a 2.384,1 metres d'altitud, en el terme comunal de Nyer, a la comarca del Conflent, de la Catalunya del Nord. És a la zona sud-occidental del terme de Nyer, a ponent de la Solana de l'Orri i al nord del Coll del Pal. Pertany a la carena que separa les valls del Torrent de Carançà, a ponent, d'una de les valls subsidiàries de la Ribera de Mentet, a llevant.